# Corpoyer-la-Chapelle
Corpoyer-la Chapelle is een gemeente in het Franse departement Côte-d'Or (regio Bourgogne-Franche-Comté) en telt 21 inwoners (2009). De plaats maakt deel uit van het arrondissement Montbard.

## Geografie
De oppervlakte van Corpoyer-la Chapelle bedraagt 4,0 km², de bevolkingsdichtheid is dus 5,3 inwoners per km².
De onderstaande kaart toont de ligging van Corpoyer-la-Chapelle met de belangrijkste infrastructuur en aangrenzende gemeenten.

## Demografie
Onderstaande figuur toont het verloop van het inwonertal (bron: INSEE-tellingen).

## Geschiedenis
Corpoyer is vermoedelijk gesticht door Cisterciënzer monniken die vanuit het nabij gelegen klooster Fontenay het land ontgonnen. Deze bouwden kapelletjes op precies een dag lopen van hun klooster, opdat zij aan het eind van de dag een bidplek hadden. Zo zijn verschillende dorpjes ontstaan, waaronder vermoedelijk Corpoyer. Van Corpoyer wordt voor het eerst melding gemaakt in 1263, als Corpoier. De naam is waarschijnlijk afgeleid van Corpus Petri (lichaam van Petrus) of van Corteis (hof) van 'Poier', een middeleeuwse variant op Pierre. La Chapelle is daaraan toegevoegd om onderscheid te maken met het verderop gelegen Corpoyer-des Moines (monniken).
Corpoyer is sindsdien altijd een boerengemeenschap geweest met, midden 19e eeuw, zo'n 100 inwoners. Na 1860 nam dit aantal gestaag af door de druivenpest (phylloxera luis), de industrialisatie en de Eerste Wereldoorlog. Deze daling werd in de Tweede Wereldoorlog onderbroken door dat velen de oorlogsgebieden ontvluchtten en zich op het platteland vestigden. Hun kinderen trokken echter weg omdat er voor hen geen werk meer was. Toch zijn er nog steeds enkele goed lopende boerenbedrijven (Garrot, schapen,koeien, vlees, melk en wol) en (Bertrand, geitenkaas, paardenverhuur, chambres d'hotes).
Vanaf 1973 was een van de inwoners van het dorp de Nederlandse hoogleraar Henri Baudet (1919-1998). Deze staat vooral bekend als naamgever van het Henri Baudet Instituut te Delft, maar in de jaren vijftig maakte hij furore met zijn boek Mijn Dorp In Frankrijk, dat overigens niet over Corpoyer gaat, maar over Saint-Soupplets, een voorstad van Parijs. Zijn weduwe Senta zette zich in voor de restauratie van het cultureel erfgoed van het dorp, waaronder de Chapelle.